# オスカル・ペレス (バスケットボール選手)
オスカル・ギジェルモ・ペレス・カタニョ （Óscar Guillermo Pérez Cattáneo、1922年11月4日 - 2002年3月15日）は、アルゼンチンのバスケットボール選手である。

## 経歴
アルゼンチン代表として1948年ロンドンオリンピックに参加し、4試合に出場。アルゼンチン代表は全23チーム中、15位の成績を残した。